# En corps
En corps (bra: O Próximo Passo) é um filme de 2022 dirigido por Cédric Klapisch. No Brasil, foi lançado pela Bonfilm nos cinemas em 8 de setembro de 2022, antes do lançamento comercial, foi apresentado no Festival Varilux, sendo o título mais assistido no ano.

## Sinopse
Após sofrer um acidente, Elise, uma dançarina de balé clássico, busca novos rumos no mundo da dança contemporânea.

## Elenco
- Marion Barbeau como Élise
- Hofesh Shechter como ele mesmo
- Denis Podalydès como Henri
- Muriel Robin como Josiane
- Pio Marmaï como Loïc
- François Civil como Yann
- Souheila Yacoub como Sabrina
- Mehdi Baki como ele memo
- Alexia Giordano como ela mesma
- Robinson Cassarino como ele mesmo
- Damien Chapelle como Julien

## Recepção
Na França, o filme tem uma nota média de 3,4/5 no agregador do AlloCiné, calculada a partir de 33 resenhas da imprensa.